# Peter Dürr
Pour les articles homonymes, voir Durr.
Peter Dürr, né le 10 février 1960, est un ancien skieur alpin allemand. Père de Lena Dürr, il a terminé troisième de la descente de Coupe du monde disputée à Schladming en 1988. Il a participé aux Jeux olympiques d'hiver de 1984 et de 1988.

## Palmarès

### Coupe du monde
- Meilleur classement général : 54e en 1988.
- Meilleur résultat : 3e (1 podium).